# Repossessed
A Repossessed Kris Kristofferson 1987-es albuma amelyet a Mercury Records adott ki. A nyolcvanas években ez volt Kris első szóló lemeze mivel akkoriban a The Highwaymen (Johnny Cash, Willie Nelson, Waylon Jennings) együttessel turnézott világszerte. Kristoffersontól nem szokatlan módon az album témája a politika. A They Killed Him című dalban többek között Mahatma Gandiról, Martin Luther Kingről és John F. Kennedyről is szó esik. A dal felkerült az akkori country slágerlistákra és később Bob Dylan is feldolgozta. Az albumon hallható a 2006-ban kiadott lemez címadó dala is a This Old Road.

## Dalok
1. Mean Old Man (Kristofferson) – 3:08
2. Shipwrecked in the Eighties (Kristofferson) – 4:24
3. They Killed Him (Kristofferson) – 3:23
4. What About Me (Kristofferson) – 3:41
5. El Gavilan (The Hawk) (Kristofferson) – 3:54
6. El Coyote (Kristofferson) – 2:37
7. Anthem '84 (Kristofferson) – 3:09
8. The Heart (Kristofferson) – 2:52
9. This Old Road (Kristofferson) – 3:42
10. Love is the Way (Kristofferson) – 3:00

## Munkatársak
- Kris Kristofferson – akusztikus gitár, elektromos gitár, ének
- Carl Perkins – elektromos gitár, ének
- Danny Timms – zongora, akusztikus gitár
- Stephen Burton – akusztikus gitár, mandolin, ének
- Billy Swan – elektromos gitár, ének
- Donnie Fritts – hammond orgona, zongora
- Sammy Creason – dob

## A Billboard listán
| Év   | Lista                        | Album           | Helyezés |
| ---- | ---------------------------- | --------------- | -------- |
| 1987 | Top country albumok          | Repossessed     | 31       |
| 1987 | Hot Country Singles & Tracks | They Killed Him | 67       |

## Külső hivatkozások
- Kristofferson: Egy Zarándok Naplója
- Az Outlaw Country otthona